# Forth (album)
Forth – czwarty album studyjny brytyjskiego zespołu rockowego The Verve, wydany został na Świecie 25 sierpnia 2008, a dzień później w Stanach Zjednoczonych. Jest to pierwsze wydawnictwo grupy, od jej reaktywowania w 2007 roku i trasy koncertowej oraz występach na różnych festiwalach w 2008. Jest to również pierwszy album zespołu z nowym materiałem, od wydanej w 1997 roku płyty Urban Hymns, nie licząc dwóch singli, które zostały umieszczone na kompilacji z 2004 roku This Is Music: The Singles 92–98.
Pierwszy singel pochodzący z tego wydawnictwa, Love is Noise, pierwszy raz został puszczony przez Zane Lowe, radiowego DJ, w BBC Radio 1, 23 czerwca 2008 roku. Utwór uplasował się na 4 pozycji w Wielkiej Brytanii i stał się przebojem w Europie. Zespół wydał również piosenkę, "Mover", którą jednak nie umieścił na albumie. Utwór można było pobrać za darmo, tydzień po premierze płyty.
Forth wyciekł do internetu 13 sierpnia. 19 sierpnia The Verve udostępniło utwory na swojej stronie MySpace, na cały tydzień, tak aby każdy mógł je przesłuchać i napisać o nich swoją opinię.

## Lista utworów
Wszystkie utwory są autorstwa The Verve, oprócz zaznaczonych.
1. "Sit and Wonder" – 6:52
2. "Love is Noise" (Richard Ashcroft, The Verve) – 5:29
3. "Rather Be" (Ashcroft) – 5:38
4. "Judas" (Ashcroft) – 6:19
5. "Numbness" – 6:35
6. "I See Houses" (Ashcroft) – 5:37
7. "Noise Epic" – 8:14
8. "Valium Skies" (Ashcroft) – 4:34
9. "Columbo" – 7:30
  - "Ma Ma Soul" – 5:45 (wersja na winylu, w japońskiej edycji CD i w USA w bonusie nagraniowym w sklepie iTunes Store)[5]
  - "Muhammad Ali" – 6:26 (wersja na winylu, w japońskiej edycji CD i w USA w bonusie nagraniowym w sklepie iTunes)[5]
10. "Appalachian Springs" (Ashcroft) – 7:34

### Bonusowe utwory
- "Let the Damage Begin" – 4:09 (dołączony do specjalnego wydania w sklepie Amazon.com jako bonus- wersja koncertowa z 2007 roku; oryginalnie wydana na stronie B singla "Love is Noise")

### Wydanie specjalne na DVD
- "Sonnet" (zapis z koncertu z festiwalu Coachella)[6]
- "Life's an Ocean" (zapis z koncertu z festiwalu Coachella)[6]
- "The Rolling People" (zapis z koncertu z festiwalu Coachella)[6]
- "Lucky Man" (zapis z koncertu z festiwalu Coachella)[6]
- "Love Is Noise" (zapis z koncertu z festiwalu Coachella)[6]
- Space and Time dokument[6]

## Notowania i osiągnięcia
| Lista (2008)             | Najwyższa pozycja |
| ------------------------ | ----------------- |
| UK Albums Chart          | 1                 |
| Irish Albums Chart       | 2                 |
| Italian Albums Chart     | 4                 |
| Billboard 200            | 23                |
| ARIA Top 50 Albums Chart | 20                |
| Portugal Albums Chart    | 20                |
| RIANZ Top 40 Albums      | 10                |
| Austria Albums Chart     | 11                |
| Netherlands Albums Chart | 16                |
| Swedish Album Chart      | 34                |
| Swiss Album Charts       | 6                 |
| OLiS, Polska             | 32                |

Magazyn Q umieścił Forth na 47. miejscu swojej listy- 50 najlepszych albumów roku 2008.

## Historia wydawnictwa
| Kraj              | Data             | Wytwórnia           | Format                                                                                | Numer katalogu          |
| ----------------- | ---------------- | ------------------- | ------------------------------------------------------------------------------------- | ----------------------- |
| Niemcy            | 22 sierpnia 2008 | EMI                 | CD Link                                                                               |                         |
| Wielka Brytania   | 25 sierpnia 2008 | Parlophone          | CD                                                                                    |                         |
| Wielka Brytania   | 25 sierpnia 2008 | Parlophone          | CD z bonusowym DVD                                                                    |                         |
| Wielka Brytania   | 25 sierpnia 2008 | Parlophone          | Podwójna płyta gramofonowa z bonusowymi utworami                                      | 5099923558410           |
| Wielka Brytania   | 25 sierpnia 2008 | Parlophone          | Luksusowy box set zawierający podwójny winyl z dodatkowymi piosenkami, CD i bonus DVD |                         |
| Stany Zjednoczone | 26 sierpnia 2008 | On Your Own Records | CD                                                                                    | VER01 / 0 20286 12522 8 |
| Japonia           | 3 września 2008  | EMI Music Japan     | CD z 2 dodatkowymi utworami ("Muhammad Ali" i "Ma Ma Soul")                           | TOCP-66825              |
| Japonia           | 3 września 2008  | EMI Music Japan     | CD z 2 bonusowymi utworamii bonusowym DVD                                             | TOCP-66824              |